# Frank Ross
Frank Ross est un producteur, acteur, scénariste et réalisateur américain né le 12 août 1904 à Boston, Massachusetts (États-Unis), et mort le 18 février 1990 à Los Angeles (Californie).

## Filmographie

### comme producteur
- 1939 : Des souris et des hommes (Of Mice and Men)
- 1941 : Le Diable s'en mêle (The Devil and Miss Jones)
- 1943 : La Fille et son cow-boy (A Lady Takes a Chance)
- 1945 : The House I Live In
- 1950 : La Flèche et le Flambeau (The Flame and the Arrow)
- 1952 : The Lady Says No
- 1953 : My Favorite Husband (série TV)
- 1953 : La Tunique (The Robe)
- 1954 : Les Gladiateurs (Demetrius and the Gladiators)
- 1955 : La Mousson (The Rains of Ranchipur)
- 1957-1958 : Sally (en) (série TV)
- 1958 : Les Diables au soleil (Kings Go Forth)
- 1964 : One Man's Way
- 1965 : L'Aventurier du Kenya (Mister Moses)
- 1969 : Where It's at
- 1973 : Maurie

### comme acteur
- 1929 : The Saturday Night Kid : Ken
- 1929 : Grande Chérie (Sweetie), de Frank Tuttle : Étudiant
- 1930 : Young Eagles : Lieutenant Graham

### comme scénariste
- 1943 : Plus on est de fous (The More the Merrier)

### comme réalisateur
- 1952 : The Lady Says No